# 139P/Väisälä-Oterma
139P/Väisälä-Oterma – kometa krótkookresowa, należąca do rodziny komet Jowisza.

## Odkrycie
Kometę odkrył fiński astronom Yrjö Väisälä 7 października 1939 roku w obserwatorium w Turku, lecz uznał ją za planetoidę. Tak też została sklasyfikowana i otrzymała oznaczenie tymczasowe 1939 TN. Precyzyjne pozycje obiektu z obserwacji odkrywcy zostały opublikowane dopiero w 1979 roku, zaś fińska astronom Liisi Oterma obliczyła wówczas orbitę, której parametry wskazywały na to, że może to być kometa. Oterma przebadała także ponownie zdjęcia z odkrycia i dostrzegła, że obiekt ten jest trochę rozmyty.
Ponownie ciało to zostało odkryte przez program LINEAR 18 listopada 1998 roku i skatalogowane jako planetoida o oznaczeniu 1998 WG22. Obliczona orbita okazała się podobna do obiektu odkrytego przez Väisälę, więc uznano, że to ten sam obiekt. David Balam z Dominion Astrophysical Observatory zaobserwował obiekt 6 grudnia 1998 roku i dostrzegł komę i warkocz, co było ostatecznym potwierdzeniem, że jest to kometa.

## Orbita komety i właściwości fizyczne
Orbita komety 139P/Väisälä-Oterma ma kształt elipsy o mimośrodzie 0,24. Jej peryhelium znajduje się w odległości 3,4 j.a., aphelium zaś 5,63 j.a. od Słońca. Jej okres obiegu wokół Słońca wynosi 9,61 roku, nachylenie orbity do ekliptyki to wartość 2,32˚.
Wielkość jądra komety nie przekracza kilku kilometrów.